# Por el mundo
Por el mundo (originalmente llamado MundoShow en la primera temporada) es un programa de televisión argentino emitido por Telefe y conducido por Marley. El programa es un ciclo de viajes donde, en cada emisión, se visita un país diferente en compañía de una reconocida figura argentina. 
Entre 2003 y 2006 el programa se emitió siendo especialmente recordados los episodios junto a Florencia Peña. 
En 2017, el programa volvió a emitirse estrenando una nueva temporada. En 2018 se estrenó otra edición, y esta vez el conductor fue acompañado de su hijo Mirko. En 2019, regresa con gran expectativa. Las nuevas temporadas se transmitieron en directo desde el país de destino en el horario prime-time.

## Temporadas
| Temporada | Temporada | Programas | Estreno              | Final                    | Rating |
| --------- | --------- | --------- | -------------------- | ------------------------ | ------ |
|           | 5         | 7         | 13 de agosto de 2017 | 24 de septiembre de 2017 | 8.57   |
|           | 6         | 19        | 8 de abril de 2018   | 19 de agosto de 2018     | 12.57  |
|           | 7         | 22        | 7 de abril de 2019   | 11 de septiembre de 2019 | 11.95  |
|           | 8         | 43        | 3 de mayo de 2020    | 21 de febrero de 2021    |        |
|           | 9         |           |                      |                          |        |
|           | 10        | TBA       | 3 de agosto          | TBA                      | TBA    |
| Total     | Total     | —         | —                    | —                        | —      |

## Episodios

### Quinta temporada (2017)
| N.º Serie | N.º Temp. | Fecha de emisión | Destino              | Coductor/a invitad/a      | Rating |
| --------- | --------- | ---------------- | -------------------- | ------------------------- | ------ |
|           | 1         | 13 de agosto     | Estambul             | Florencia Peña            | 9.1    |
|           | 2         | 20 de agosto     | Ibiza y Barcelona    | Lizy Tagliani             | 9.8    |
|           | 3         | 27 de agosto     | Jerusalén y Tel Aviv | China Suárez              | 8.1    |
|           | 4         | 3 de septiembre  | Ámsterdam            | Dalma y Giannina Maradona | 8.0    |
|           | 5         | 10 de septiembre | Londres              | Mariana Nannis            | 7.9    |
|           | 6         | 17 de septiembre | Río de Janeiro       | Verónica Lozano           | 6.6    |
|           | 7         | 24 de septiembre | San Pablo            | —                         | 10.5   |

### Sexta temporada (2018)
A partir de esta temporada el programa cuenta con la incorporación del pequeño Mirko, hijo de Marley. 
Los episodios 9, 10 y 11 fueron emitidos como parte del especial Por el Mundo: Mundial
| N.º Serie | N.º Temp. | Fecha de emisión | Destino                | Coductor/a invitad/a                   | Rating |
| --------- | --------- | ---------------- | ---------------------- | -------------------------------------- | ------ |
|           | 1         | 8 de abril       | Nueva York             | Susana Giménez                         | 12.0   |
|           | 2         | 15 de abril      | Montreal               | Florencia Peña                         | 11.2   |
|           | 3         | 22 de abril      | Tokio                  | Jimena Barón                           | 12.2   |
|           | 4         | 29 de abril      | Hong Kong              | Lali Espósito                          | 11.2   |
|           | 5         | 6 de mayo        | Singapur               | Elizabeth Vernaci y Humberto Tortonese | 13.4   |
|           | 6         | 13 de mayo       | Dubái                  | Carina Zampini                         | 12.4   |
|           | 7         | 20 de mayo       | Berlín                 | Cris Morena                            | 13.7   |
|           | 8         | 27 de mayo       | Mykonos y Atenas       | Victoria Xipolitakis                   | 13.5   |
|           |           |                  |                        |                                        |        |
|           | 9         | 10 de junio      | Moscú                  | Lizy Tagliani                          | 14.9   |
|           | 10        | 17 de junio      | Moscú                  | Lizy Tagliani                          | 13.9   |
|           | 11        | 24 de junio      | San Petersburgo        | Lizy Tagliani                          | 14.2   |
|           |           |                  |                        |                                        |        |
|           | 12        | 1 de julio       | París                  | Lizy Tagliani                          | 13.4   |
|           | 13        | 8 de julio       | Madrid                 | China Suárez                           | 11.2   |
|           | 14        | 15 de julio      | Roma                   | Paula Chaves                           | 11.8   |
|           | 15        | 22 de julio      | Bruselas               | Nicole Neumann                         | 11.4   |
|           | 16        | 29 de julio      | Ámsterdam              | —                                      | 12.0   |
|           | 17        | 5 de agosto      | Gante                  | —                                      | 11.3   |
|           | 18        | 12 de agosto     | Ciudad de México       | Noelia Marzol                          | 12.5   |
|           | 19        | 19 de agosto     | Ciudad de Buenos Aires | Lizy Tagliani                          | 12.7   |

### Séptima temporada (2019)
| N.º Serie | N.º Temp. | Fecha de emisión | Destino              | Coductor/a invitad/a                   | Rating |
| --------- | --------- | ---------------- | -------------------- | -------------------------------------- | ------ |
|           | 1         | 7 de abril       | Sídney               | Susana Giménez                         | 14.0   |
|           | 2         | 14 de abril      | Melbourne            | Lali Espósito                          | 13.3   |
|           | 3         | 21 de abril      | Suva y Fiyi          | Catherine Fulop                        | 13.1   |
|           | 4         | 28 de abril      | Osaka                | Araceli González                       | 13.4   |
|           | 5         | 5 de mayo        | Seúl                 | Rocío Marengo                          | 12.9   |
|           | 6         | 12 de mayo       | Hong Kong y Macao    | Jésica Cirio                           | 12.2   |
|           | 7         | 19 de mayo       | Taipéi               | Elizabeth Vernaci y Humberto Tortonese | 12.8   |
|           | 8         | 26 de mayo       | Isla de Bali         | Jimena Barón                           | 12.8   |
|           | 9         | 2 de junio       | Bangkok              | Wanda Nara                             | 15.4   |
|           | 10        | 16 de junio      | Tel Aviv             | Lizy Tagliani                          | 12.4   |
|           | 11        | 23 de junio      | Alicante y Valencia  | Georgina Barbarossa y Anamá Ferreyra   | 11.9   |
|           | 12        | 30 de junio      | Mar Mediterráneo     | Victoria Xipolitakis                   | 14.2   |
|           | 13        | 7 de julio       | Dubrovnik            | Soledad                                | 10.6   |
|           | 14        | 17 de julio      | Cancún               | Florencia Peña                         | 12.9   |
|           | 15        | 24 de julio      | Barcelona            | Isabel Macedo                          | 9.6    |
|           | 16        | 31 de julio      | Bruselas             | Evangelina Anderson                    | 8.5    |
|           | 17        | 7 de agosto      | Ámsterdam            | Belén Francese                         | 9.8    |
|           | 18        | 14 de agosto     | Jordania             | Esmeralda Mitre                        | 10.7   |
|           | 19        | 21 de agosto     | Marruecos            | Juana Viale                            | 11.4   |
|           | 20        | 28 de agosto     | Ibiza                | Sofía Jiménez                          | 9.6    |
|           | 21        | 4 de septiembre  | Praga                | Iliana Calabró                         | 9.6    |
|           | 22        | 11 de septiembre | República Dominicana | Noelia Marzol                          | 11.8   |

### Octava temporada (2020-2021): Por el Mundo En Casa
Debido a la pandemia COVID-19‚ durante los primeros 29 episodios el programa se realiza desde casa con invitados recordando sus viajes y mostrando material inédito, los invitados no eran acreditados como conductores invitados.  
A partir del programa numero 30, vuelven los viajes pero esta vez solo serán en Argentina.  
| N.º Serie | N.º Temp. | Fecha de emisión | Destino                       | Coductor/a invitad/a | Rating |
| --------- | --------- | ---------------- | ----------------------------- | -------------------- | ------ |
|           | 30        | 22 de noviembre  | Misiones                      | Lizy Tagliani        |        |
|           | 31        | 29 de noviembre  | Mendoza                       | Lizy Tagliani        |        |
|           | 32        | 6 de diciembre   | Jujuy                         | Lizy Tagliani        |        |
|           | 33        | 13 de diciembre  | Neuquén                       | Lizy Tagliani        |        |
|           | 34        | 20 de diciembre  | Tucumán y Santiago del Estero | Lizy Tagliani        |        |
|           | 35        | 27 de diciembre  | La Rioja                      | Lizy Tagliani        |        |
|           | 36        | 3 de enero       | San Juan                      | Lizy Tagliani        |        |
|           | 37        | 10 de enero      | Salta                         | Lizy Tagliani        |        |
|           | 38        | 17 de enero      | Tierra del Fuego              | Lizy Tagliani        |        |
|           | 39        | 24 de enero      | Córdoba                       | Lizy Tagliani        |        |
|           | 40        | 31 de enero      | Costa Atlántica               | Lizy Tagliani        |        |
|           | 41        | 7 de febrero     | Calafate                      | Lizy Tagliani        |        |
|           | 42        | 21 febrero       | Ciudad de Buenos Aires        | Lizy Tagliani        |        |

### Novena temporada (2021-2022)
En produccion
| Segmentos exclusivos | Segmentos exclusivos | Segmentos exclusivos | Segmentos exclusivos | Segmentos exclusivos |
| N.º                  | Fecha de emisión     | Destino              | Invitado             |                      |
| -------------------- | -------------------- | -------------------- | -------------------- | -------------------- |
| 1                    | 09/11/2021           | Puerto Madryn        | Victoria Xipolitakis |                      |
| 2                    | 10/11/2021           | Corrientes           | Victoria Xipolitakis |                      |
| 3                    | 11/11/2021           | Gaiman               | Victoria Xipolitakis |                      |
| 4                    | 12/11/2021           | Corrientes           | Victoria Xipolitakis |                      |
| 5                    | 15/11/2021           | Corrientes           | Victoria Xipolitakis |                      |
| 6                    | 16/11/2021           | Catamarca            | Victoria Xipolitakis |                      |
| 7                    | 17/11/2021           | Corrientes           | Victoria Xipolitakis |                      |
| 8                    | 18/11/2021           | Catamarca            | Victoria Xipolitakis |                      |
| 9                    | 19/11/2021           | Tierra del Fuego     | Lizy Tagliani        |                      |
| 10                   | 22/11/2021           | Catamarca            | Victoria Xipolitakis |                      |
| 11                   | 23/11/2021           |                      |                      |                      |
| 12                   | 24/11/2021           |                      |                      |                      |
| 13                   | 25/11/2021           |                      |                      |                      |
| 14                   | 26/11/2021           |                      |                      |                      |

Además el programa emite de lunes a viernes Por el mundo: Flash Mundial, el cual consiste en segmentos de 15 minutos (de 23:45 a 00:00) con notas que se emitieron o contenido extra de los viajes. 
| N.º (temp.) | Invitados                                                               | Fecha de estreno             | Audiencia |
| ----------- | ----------------------------------------------------------------------- | ---------------------------- | --------- |
| 1           | « Madrid con participación de Humberto Tortonese y Damián Betular»      | 13 de noviembre de 2022      | ...       |
| 2-6         | « Zúrich con participación de Elizabeth Vernaci y Victoria Xipolitakis» | 14 a 18 de noviembre de 2022 | ...       |
| 7-10        | « Catar con participación de Catherine Fulop»                           | 20 a 23 de noviembre de 2022 | ...       |
| 11-1...     | « Catar con participación de Jésica Cirio y Catherine Fulop»            | 24 a... de noviembre de 2022 | ...       |

### Decima temporada (2025)
| N.º Serie | N.º Temp. | Fecha de emisión  | Destino           | Coductor/a invitad/a              | Rating |
| --------- | --------- | ----------------- | ----------------- | --------------------------------- | ------ |
|           | 1 - 2     | 3 y 8 de agosto   | Turquía           | Susana Giménez                    |        |
|           | 3 - 4     | 10 y 16 de agosto | Beijing y Shangai | Momi Giardina                     |        |
|           |           |                   | Zhangjiajie       | Alex Caniggia                     |        |
|           |           |                   | Choingquing       | Charlotte Caniggia                |        |
|           |           |                   | Xiam              | Karina Jelinek                    |        |
|           |           |                   | Vietnam           | Juliana "Furia" Scaglione         |        |
|           |           |                   | [[]]              | Florencia de la V                 |        |
|           |           |                   | [[]]              | Veronica Lozano                   |        |
|           |           |                   | [[]]              | Damián Betular                    |        |
|           |           |                   | [[]]              | Georgina Barbarossa               |        |
|           |           |                   | [[]]              | Flor Jazmín Peña                  |        |
|           |           |                   | [[]]              | Catherine Fulop y Oriana Sabatini |        |

## Premios y nominaciones
| Lista de premios y nominaciones | Lista de premios y nominaciones | Lista de premios y nominaciones     | Lista de premios y nominaciones | Lista de premios y nominaciones | Lista de premios y nominaciones |
| Año                             | Organización                    | Categoría                           | Nominado/a (s)                  | Resultado                       | Ref(s)                          |
| ------------------------------- | ------------------------------- | ----------------------------------- | ------------------------------- | ------------------------------- | ------------------------------- |
| 2017                            | Premios Tato                    | Mejor Programa de Viajes            | Por el mundo                    | Nominado                        | [ 4 ]                           |
| 2017                            | Premios Tato                    | Mejor Conducción Masculina – Aire   | Marley                          | Nominado                        | [ 4 ]                           |
| 2018                            | Premios Martín Fierro           | Mejor Programa de Interés General   | Por el mundo                    | Nominado                        | [ 5 ]                           |
| 2018                            | Premios Martín Fierro           | Mejor Labor en Conducción Masculina | Marley                          | Nominado                        | [ 5 ]                           |
| 2018                            | Kids' Choice Awards Argentina   | Show Favorito                       | Por el mundo                    | Nominado                        | [ 6 ]                           |
| 2019                            | Premios Martín Fierro           | Mejor Labor en Conducción Masculina | Marley                          | Ganador                         | [ 7 ]                           |
| 2019                            | Premios Martín Fierro           | Mejor Producción Integral           | Por el mundo                    | Nominado                        | [ 7 ]                           |
| 2022                            | Premios Martín Fierro           | Mejor programa de viajes y turismo  | Por el mundo                    | Ganador                         |                                 |
| 2022                            | Premios Martín Fierro           | Mejor Labor en Conducción Masculina | Marley                          | Nominado                        |                                 |